# 皮奥伊州坎皮纳斯
皮奥伊州坎皮纳斯（葡萄牙語：Campinas do Piauí）是巴西皮奥伊州的一个市镇。总面积796.953平方公里，总人口5582人，人口密度7人/平方公里。